# Antonio Caldara

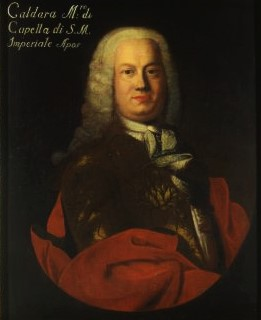
Antonio Caldara

Antonio Caldara (* 1670 in Venedig; † 28. Dezember 1736 in Wien) war ein italienischer Cellist und Komponist. Er gehört zu den Komponisten des venezianischen Spätbarocks.

## Leben
Caldara erhielt seine musikalische Ausbildung vermutlich bei Giovanni Legrenzi in Venedig. Von 1700 bis 1707 war er als Kapellmeister in Mantua tätig.
Im Jahr 1708 komponierte er für Kaiser Karl VI. den 2. Akt der Oper L’Atenaide. Von 1709 bis 1716 war Caldara in Rom angestellt.
Nach der Übersiedlung im Jahr 1716 nach Wien wurde Caldara unter Johann Joseph Fux erster Vizekapellmeister der Wiener Hofmusikkapelle am Kaiserhof. Er machte sich mit über 3400 komponierten Werken, vor allem im Bereich der Vokalmusik, darunter mehr als 80 Opern, 43 Oratorien, etwa 150 Messen, Serenaden, Kantaten und Sinfonien einen Namen. Seine Musik zeichnet sich durch großen Melodienreichtum aus.
Kaiser Karl VI. dirigierte damals einige Opern seines Vizekapellmeisters selbst. Die gut arrangierte Mischung von italienischen und deutsch-österreichischen Elementen brachte der Musik des Venezianers in Wien großen Erfolg.

## Musik
Neben Johann Joseph Fux und Francesco Conti schuf Caldara für Kirchenfeste die „verbindliche musikalische Gestalt“ des spätbarocken Wiener „Imperialstils“, wobei die Prachtentfaltung in einer großen Bandbreite an Formen realisiert wurde: Kanonsätze ohne Instrumente, chorische Doppelfugen und virtuose Soloarien mit konzertierenden Instrumenten. Neben kontrapunktischer Meisterschaft gehört gefällige Melodik, Wohlklang und Anpassungsfähigkeit an aufführungspraktische Anforderungen zum Profil von Caldaras kirchenmusikalischem Werk.
Beinahe die Hälfte seiner Oratorien schrieb Caldara, bevor er in Wien am kaiserlichen Hof Vizekapellmeister wurde. Die italienischen Oratorien zeigen seinen „ausgeprägten Sinn für Dramatik“, entsprechend der gesellschaftlichen Rolle der Oratorien wurden sie zum „Opernersatz“. Das venezianische Formenrepertoire ist erkennbar mit Tanzarien und Schlummerszenen, in Mantua macht sich wegen der Vorlieben des Auftraggebers französischer Geschmack bemerkbar mit punktierten Rhythmen und geradtaktig-periodischen Arien, in Rom wandte sich Caldara zum frühgalanten Stil: Metrisches Gleichgewicht und Quadratur in durchsichtig-homophonem Satz bringt „großräumige Dreiklangsthemen, die bisher als Eigentum der Neapolitaner galten“, die Instrumentation fungiert als Szenenkolorit.
Dem Geschmack des Kaisers folgend sind im Gegensatz dazu die Wiener Oratorien, die fast alle in der Wiener Hofburgkapelle aufgeführt wurden, kontrapunktisch dicht gearbeitet unter Verzicht auf dramatische Schlagkraft und Formenvielfalt. Caldara vertonte hier die meisten Oratorientexte des kaiserlichen Hofpoeten Apostolo Zeno als erster.
Den breitesten Raum in Caldaras Schaffen nehmen Messen im modernen Stil, in „mehr oder weniger opulenter Ausführung“ und unter Verwendung aller Ordinariumsteile ein, da dieser Typ entsprechend dem Reglement am Habsburger Hof abseits der Advents- und Fastenzeit vorgesehen war. Die Missa Gratiarum (1727) und die Missa Desiderii gehören zu jenen Werken, in denen Caldara sich durch die Folge eigenständiger musikalischer Nummern an der italienischen Missa solemnis orientiert. Das erste Kyrie von Caldaras Missa Commemorationis ist ein Beispiel für das Fortleben der Ostinato-Technik mit einer wörtlich oder variiert wiederholten Tonfolge im Bass, die in der Oper im 17. Jahrhundert populär war und in der Kirchenmusik weiterhin in Gebrauch blieb. In vielen „ordinari“-Messen Caldaras wird das erste Kyrie nach dem Christe wiederholt, was generell typisch für den deutschsprachigen Raum ist. Manche Arien besetzte Caldara ungewöhnlicherweise nur mit Generalbass und einem Blasinstrument wie Clarino, Posaune oder Fagott. Die vier A-cappella-Messen, die nach dem Vorbild Giovanni Pierluigi da Palestrinas Textverständlichkeit in imitatorischem Satz realisieren, entsprechen den Forderungen am Wiener Hof für einfache Gottesdienste.
Vielfalt kennzeichnet Caldaras umfangreiche Produktion von hochwertigen Offertorium-Kompositionen. Dabei verwendete er auch Texte, die nicht fest dem jeweiligen Tagesfest zugeordnet waren. Berühmtheit erlangten die 1715 in Bologna gedruckten Motetti a due e tre voci op. 4, die mit zwei oder drei Solostimmen und Generalbass „auf hohem satztechnischen Niveau“ der Schreibart des 17. Jahrhunderts folgen.
In den Wiener Opern weicht die Arienvielfalt der italienischen Phase einer langen Folge von Da-capo-Strukturen. Die Anpassungsfähigkeit an den Geschmack der Auftraggeber und die vorhandenen Möglichkeiten dokumentieren auch Caldaras Kammerkantaten für Ruspoli in Rom und den Kaiser in Wien. Am Kaiserhof tritt an die Stelle der Dominanz der Streicherinstrumente die Verwendung des gesamten Spektrums der Hofkapelle mit Chalumeau, Fagott, Trompete oder Pauke, was Caldaras „Freude an satztechnischen Kontrastierungen“ zugutekam. Die Rolle der Instrumentalmusik in Caldaras Werk nahm nach seinen frühen Veröffentlichungen von Triosonaten nach Arcangelo Corellis Modell im Laufe seiner Karriere ab.

## Werke (Auswahl)
Das kirchenmusikalische Werk ist bis dato kaum erforscht. Über die genaue Anzahl der Messen und kleineren geistlichen Kompositionen kann nur gemutmaßt werden. Der neuseeländische Musikforscher Brian Pritchard arbeitet seit Mitte der 1980er Jahre an einem thematischen Katalog. Dank Pritchards zahlreicher Herausgaben und Aufführungen von Werken Caldaras erwacht in den letzten Jahren ein reges Interesse für den venezianischen Komponisten.
- Op. 1: 12 Suonate a tre (Triosonaten). (Venedig, 1693)
- Op. 2: 11 Suonate da camera a tre und eine Chaconne. (Venedig 1699)
- Op. 3: 12 Solistische Kammerkantaten (Venedig 1699)
- Op. 4: Motetti a 2, 3 voci (Bologna 1715)
- Zahlreiche Sonate da camera a violino e violoncello (nur handschriftlich überliefert, vor 1710 komponiert)
- Mehrere unveröffentlichte Solo- und Triosonaten aus seiner Wiener Zeit.
- 17 Cellosonaten und 1 Cellokonzert dem Grafen Rudolf Franz Erwein von Schönborn zu Wiesentheid gewidmet (1735)
- Mehrere Konzertante Sinfonien
- 12 Madrigali a quatro e cinque voci
- 43 Oratorien, darunter:
  - Maddalena ai piedi di Cristo (vermutlich Venedig um 1698)[19]
  - La passione di Gesù Cristo (Wien 1730)
  - Sant’Elena al Calvario (Wien 1731)
  - La morte d’Abel (Wien 1732)
- etwa 300 Solokantaten mit B.c., teils auch mit weiteren Instrumenten
- etwa 500 Kanons in verschiedenen Sammlungen
- Attalanta ovvero la costanza in amor (Oper; Text von Nicolò Minato). Deutsch von Friedrich Christian Bressand unter dem Titel Atalanta oder die verirrten Liebhaber (Braunschweig 1698)
- Partenope (Oper, Mantua 1701)
- Arminio (Oper, Genua 1705)
- Il più bel nome (Componimento da camera, Barcelona 1708)
- Dafne (Dramma pastorale, Wien, Juli 1719)
- Lucio Papirio dittatore (Oper, Wien 1719)
- La concordia de’ pianeti (Componimento teatrale, Znaim 1723)
- Venceslao (Oper, Wien 1725)
- Demetrio (Oper, Wien 1731)
- L’asilo d’Amore (Festa teatrale, Linz 1732)
- Adriano in Siria (Oper, Wien 1732)
- L’olimpiade (Oper, Wien 1733)
- La clemenza di Tito (Oper, Wien 1734)
- Le cinesi (Componimento drammatico, Wien 1735)
- Le grazie vendicate (Componimento drammatico, Wien 1735)
- Achille in Sciro (Oper, Wien 1736)
- Ciro riconosciuto (Oper, Wien 1736)
- Temistocle (Oper, Wien 1736)